# Warszówek
Warszówek – wieś w Polsce, położona w województwie świętokrzyskim, w powiecie starachowickim, w gminie Pawłów.
W latach 1975–1998 miejscowość położona była w województwie kieleckim.
Przez miejscowość przebiega droga wojewódzka nr 756.
Wierni Kościoła rzymskokatolickiego należą do parafii św. Jana Chrzciciela w Pawłowie.

## Części wsi
| SIMC    | Nazwa     | Rodzaj     |
| ------- | --------- | ---------- |
| 0261172 | Mokradła  | przysiółek |
| 0261189 | Wagony    | przysiółek |
| 0261195 | Wydryszów | część wsi  |

## Historia
Warszówek, w XVI wieku pisany jako Warszov – stanowił wieś i folwark w powiecie iłżeckim, gminie Rzepin, parafii Pawłów, odległy od Iłży 21 wiorst. W roku 1885 posiadał 21 domów 171 mieszkańców.

Według spisu miast, wsi, osad Królestwa Polskiego z 1827 roku było tu 20 domów i 120 mieszkańców. Folwark Warszówek w roku 1885 był rozległy na 379 mórg.
Według regestru poborowego powiatu sandomierskiego z r. 1578 wieś Warszówek, w parafii Pawłów, składa się z kilku części: Jan Kochanowski płacił od 1 osadnika, 1/4 łana, Gromacki od 1 osadnika, a Swierczowska od 3 osadników 3/4 łana, 5 zagrodników z rolą, 5 komorników, S. Gołembiowski od 1/2 łana, 1 zagrodnika (Pawiński, Małopolska, 190).

## Zabytki
Park z XVIII w., przebudowany w pocz. XX w. i w 1970 r., wpisany do rejestru zabytków nieruchomych (nr rej.: A.821 z 7.12.1957).